# Air Force Special Operations Command
L'Air Force Special Operations Command (ou AFSOC) est l'un des grands commandements de l'United States Air Force. Il est spécialisé dans les opérations spéciales aériennes et il est la composante aérienne du United States Special Operations Command.

## Organisation en 2012
Unités d'active :
- Twenty-third Air Force (23rd AF), Hurlburt Field, Floride
  - 623rd Air and Space Operations Center
  - 11th Intelligence Squadron
  -  18th Flight Test Squadron (18th FLTS)
    - Detachment 1, 18th Flight Test Squadron, Edwards AFB (CV-22)
    - Detachment 2, 18th Flight Test Squadron, Marine Corps Air Station (MCAS) New River et Naval Air Station (NAS) Patuxent River (MV-22)[1]
- 1st Special Operations Wing, Hurlburt Field, Floride
  - 4th Special Operations Squadron « Ghostriders » (AC-130U Spooky)
  - 6th Special Operations Squadron « Commando » (Combat Aviation Advisors spécialisés dans la Foreign Internal Defense. Dispose de deux UH-1N. Utilise ou a utilisé également Basler BT-67, An-2, An-32, An-26, Mi-8/Mi-17.)
  - 8th Special Operations Squadron « Blackbirds » (CV-22A Osprey)
  - 9th Special Operations Squadron « Night Wings », Eglin AFB (MC-130P Combat Shadow)
  - 15th Special Operations Squadron « Eagles » (MC-130H Combat Talon II)
  - 34th Special Operations Squadron (U-28A Pilatus PC-12)
  - 319th Special Operations Squadron (U-28A Pilatus PC-12)
  - 25th Intelligence Squadron (Operational Control)
- 27th Special Operations Wing, Cannon AFB, Nouveau-Mexique
  - 3rd Special Operations Squadron, Creech AFB (MQ-1 Predator)
  - 16th Special Operations Squadron « Spectre » (AC-130H Spectre)
  - 20th Special Operations Squadron « Green Hornets » (CV-22 Osprey)
  - 33rd Special Operations Squadron (MQ-9 Reaper)[2]
  - 73rd Special Operations Squadron (MC-130W Combat Spear)
  - 318th Special Operations Squadron (U-28A Pilatus PC-12, PZL Mielec M28 Skytruck[3])
  - 522nd Special Operations Squadron (MC-130J Commando II)
  - 524th Special Operations Squadron (Bombardier Dash 8)[4]
  - Detachment 1, 25th Intelligence Squadron
- 352nd Special Operations Group, RAF Mildenhall
  - 7th Special Operations Squadron « Air Commandos » (MC-130H Combat Talon II)
  - 67th Special Operations Squadron « Night Owls » (MC-130P Combat Shadow et C-130E Hercules)
  - 321st Special Tactics Squadron
  - Detachment 2, 25th Intelligence Squadron
- 353rd Special Operations Group, Kadena AB
  - 1st Special Operations Squadron « Gooses » (MC-130H Combat Talon II)
  - 17th Special Operations Squadron « Shadow » (MC-130P Combat Shadow)
  - 320th Special Tactics Squadron
  - Detachment 3, 25th Intelligence Squadron
- 24th Special Operations Wing
  -  720th Special Tactics Group, Hurlburt Field, Floride
    - 720th Operations Support Squadron
    - 10th Combat Weather Squadron, Hurlburt Field, Floride
    - 21st Special Tactics Squadron, Pope Air Force Base, Caroline du Nord
    - 22nd Special Tactics Squadron, McChord Air Force Base, Wash.
    - 23rd Special Tactics Squadron, Hurlburt Field, Floride
    - 17th Special Tactics Squadron, Fort Benning, Géorgie[5]

  - 724th Special Tactics Group, Pope Air Force Base, Caroline du Nord
    - 24th Special Tactics Squadron
    - 724th Operations Support Squadron
    - « Data Mask unit »[6]

  - Special Tactics Training Squadron (STTS), Hurlburt Field, Floride[7]
  - Special Operations Recruiting Liaison Operating Locations : seize Operating Locations (OL) désignées de OL-A à OL-P.
- Air Force Special Operations Training Center (AFSOTC), Hurlburt Field, Floride
  - 5th Special Operations Squadron, affecté au 919th SOW, Air Force Reserve, Hurlburt Field, Floride (entraînement de base des équipages d'U-28 et les Combat Aviation Advisors)
  - 19th Special Operations Squadron (entraînement des équipages d'AC-130U, U-28, et les Combat Aviation Advisors), Hurlburt Field, Floride
  - 193th Operations Group Field Training Unit, affecté au 193rd SOW
  - 551st Special Operations Squadron, Cannon AFB, NM (entraînement sur MC-130W, AC-130H, CV-22, MQ-1/9, PZL M-28, Bombardier Q-200), Cannon AFB[8]
  - 371st Special Operations Combat Training Squadron (SOCTS)
  - 745th Special Operations Squadron (Provisional), Air National Guard (Fairchild RC-26)
  - Air Force Special Operations School, Hurlburt Field, Floride
  - Special Tactics Training Squadron (STTS), affecté au 720th STG, Hurlburt Field, Floride
    - STTS Detachment 1, Yuma, Arizona (Special Operations Tactical Air Control Course [SOTACC])
- 427th Special Operations Squadron, Pope Air Force Base, Caroline du Nord (C-41 CASA C-212, CASA CN-235, UV-20A Chiricahua Pilatus PC-6)
- 361st Intelligence, Surveillance and Reconnaissance Group (Operational Control), Hurlburt Field, Floride[9]
  - 19th Intelligence Squadron, Pope Air Force Base, Caroline du Nord
  - 25th Intelligence Squadron, Hurlburt Field, Floride

Unités de réserve :
- 919th Special Operations Wing, Duke Field, Floride
  - 2nd Special Operations Squadron, Nellis AFB (MQ-1 Predator)[10]
  - 711th Special Operations Squadron (MC-130E Combat Talon I)

Unités de la Garde nationale :
- 193rd Special Operations Wing, Harrisburg International Airport, Pennsylvanie
  - 193rd Special Operations Squadron (EC-130J Commando Solo, retiré du service le 17 septembre 2022[11])
- 123rd Special Tactics Squadron, Standiford Field, Louisville International Airport, Kentucky
- 125th Special Tactics Squadron, Portland International Airport, Oregon
- 209th Civil Engineer Squadron, Gulfport-Biloxi, Mississippi
- 150th Special Operations Flight, McGuire AFB, New-Jersey (C-32B [Boeing 757])
- 280th Combat Communications Squadron, Dothan, Alabama
- 107th Weather Flight, Selfridge ANG Base, Michigan
- 146th Weather Flight, Pittsburgh ANG Base, Pennsylvanie
- 181st Weather Flight, NAS JRB Fort Worth, Texas[12]

## Photos

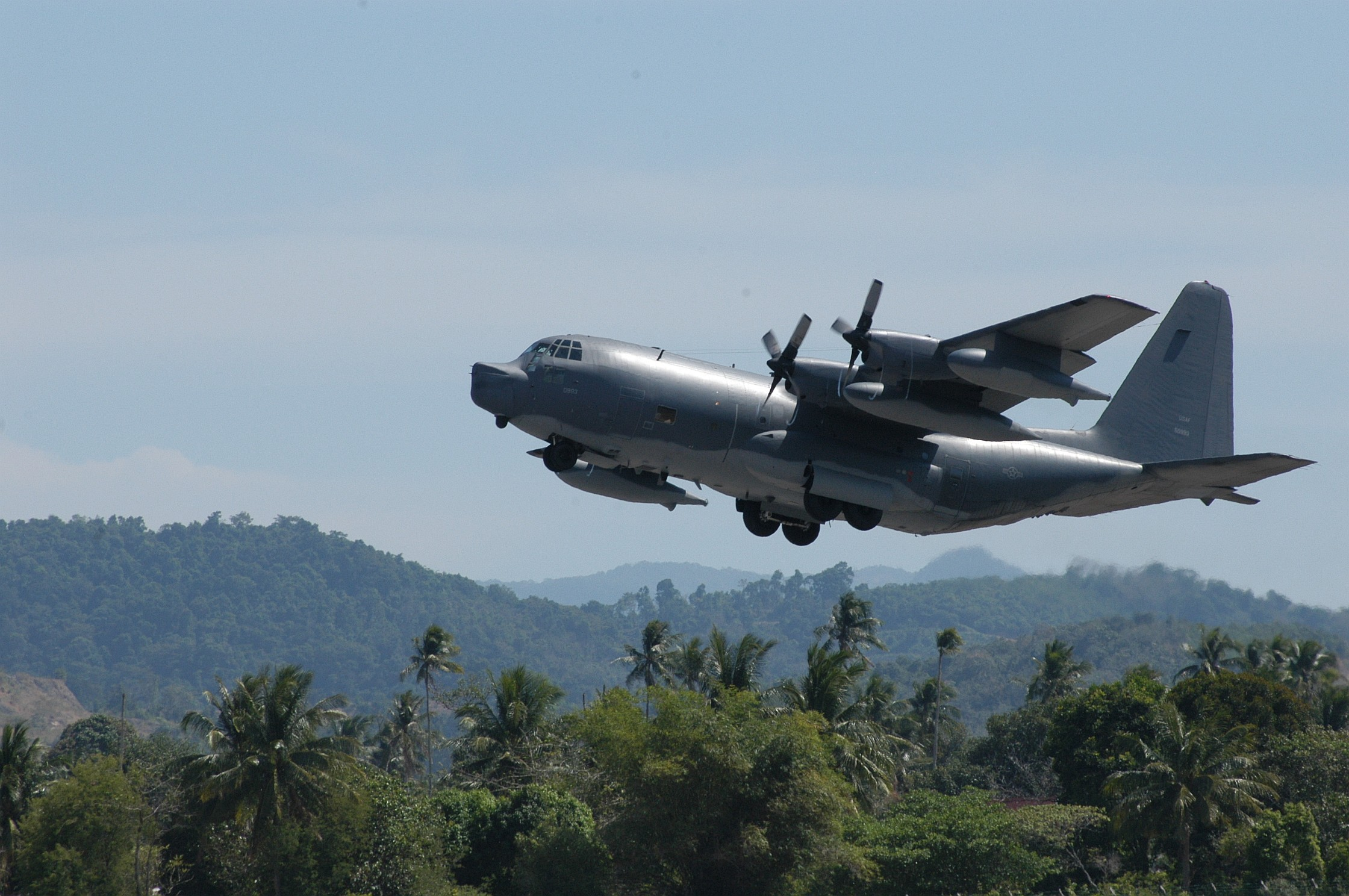
MC-130P de l'AFSOC à l'atterrissage au Japon.
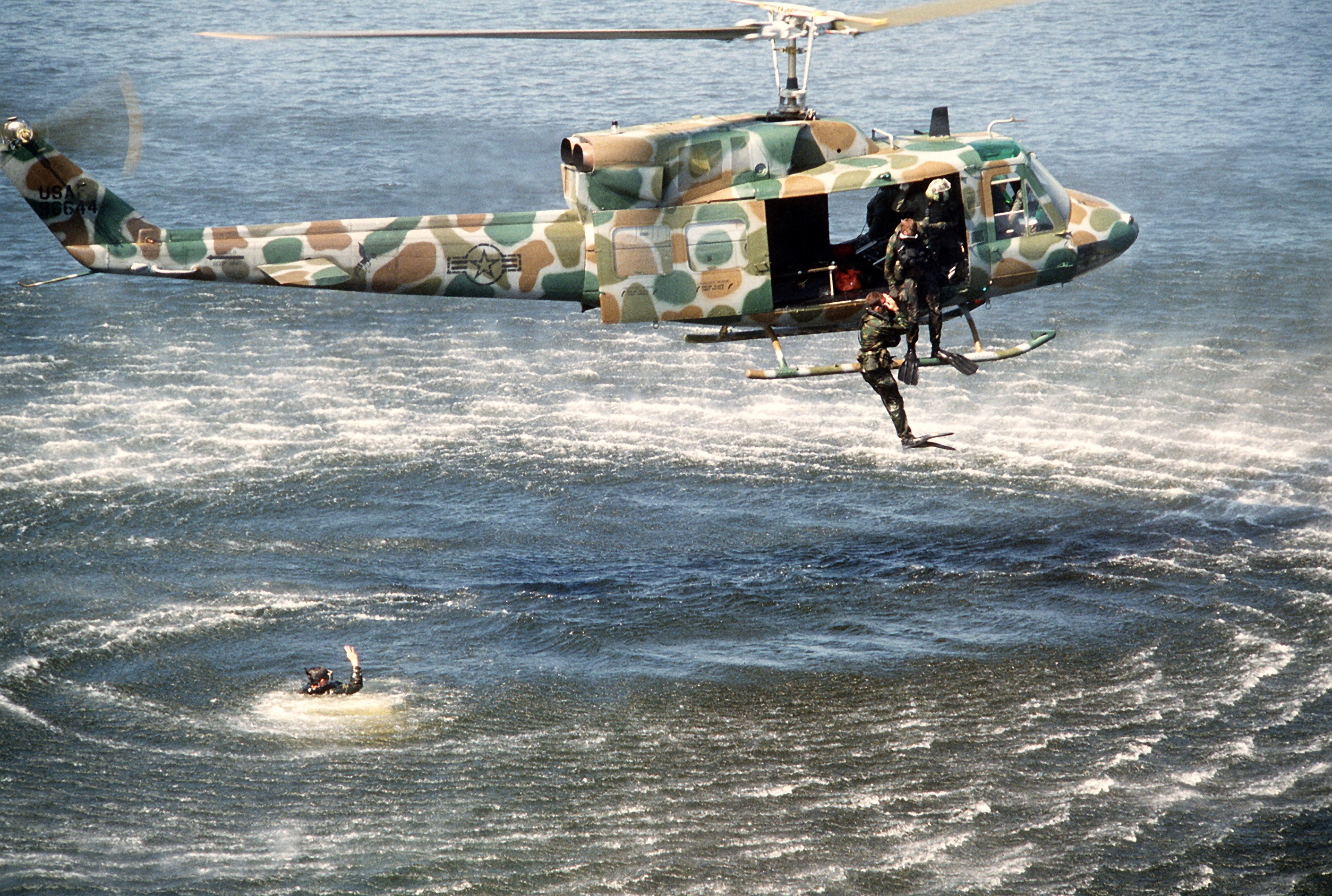
Ancien hélicoptère Bell UH-1H de l'AFSOC.
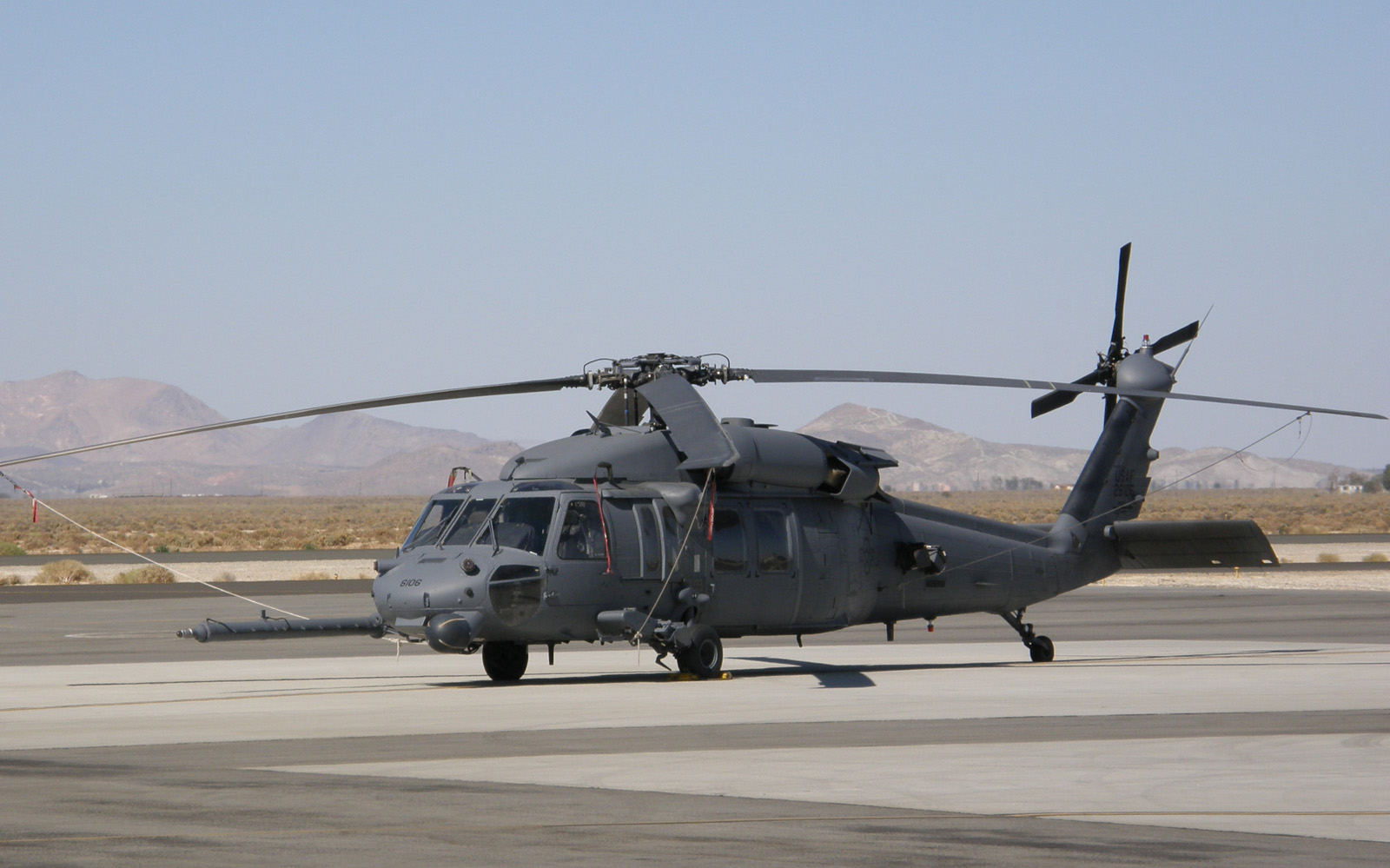
Sikorsky MH-60 de l'AFSOC.
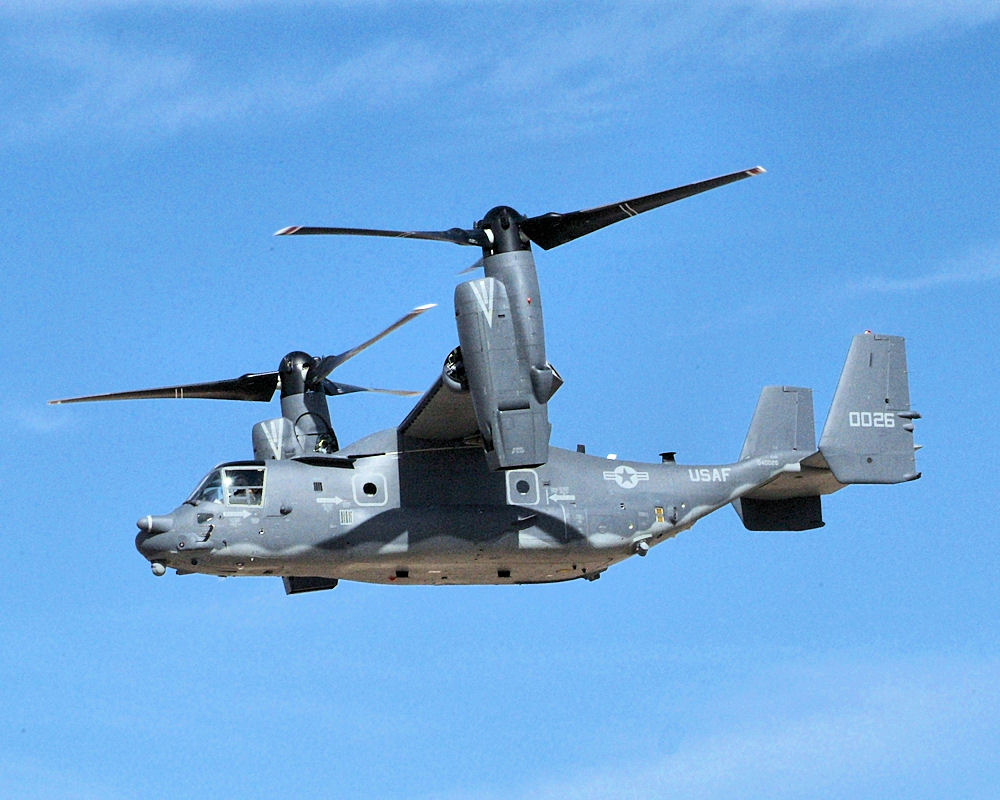
CV-22 Osprey de l'AFSOC.
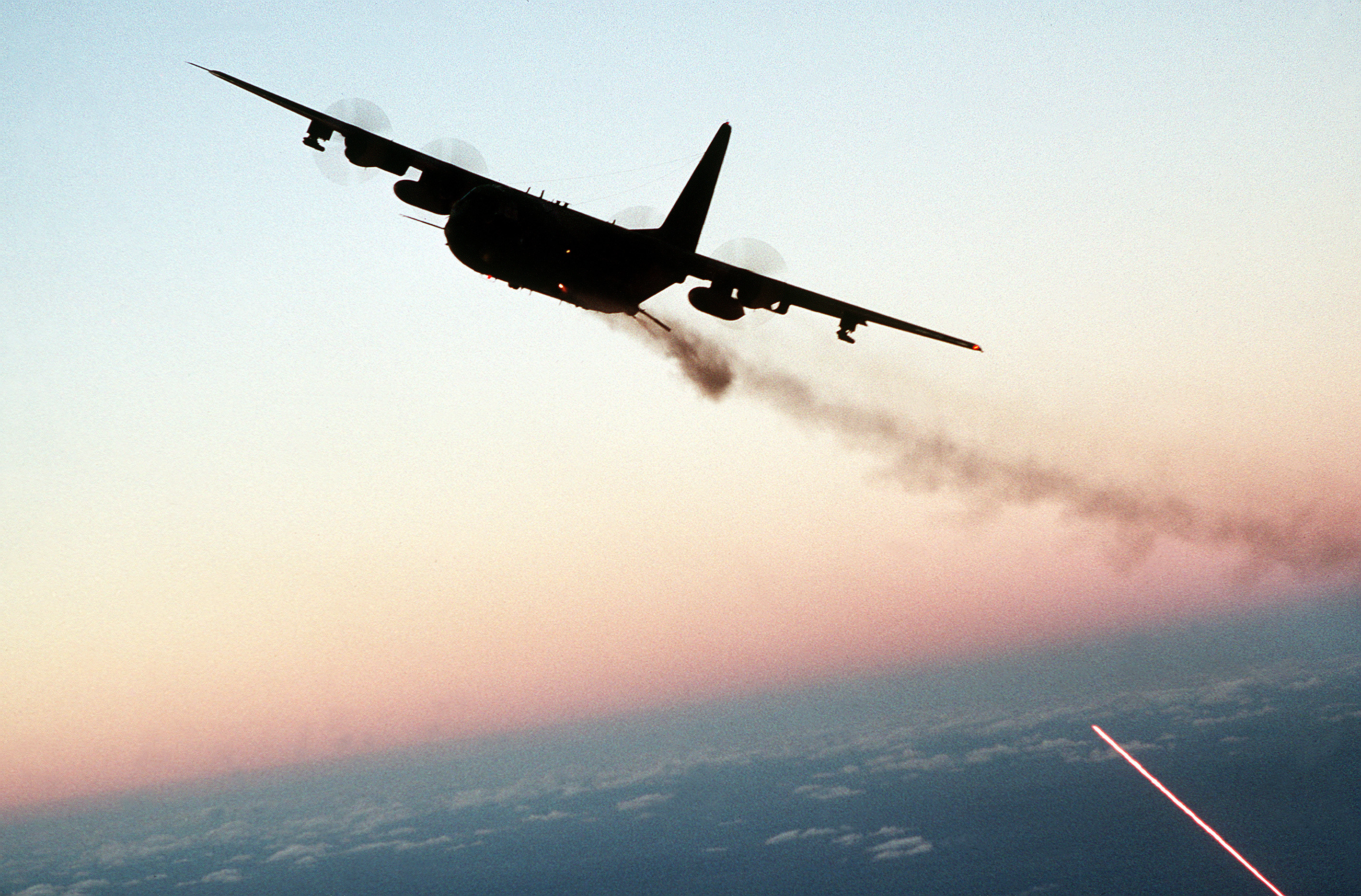
Lockheed AC-130 Spectre de l'AFSOC en action.
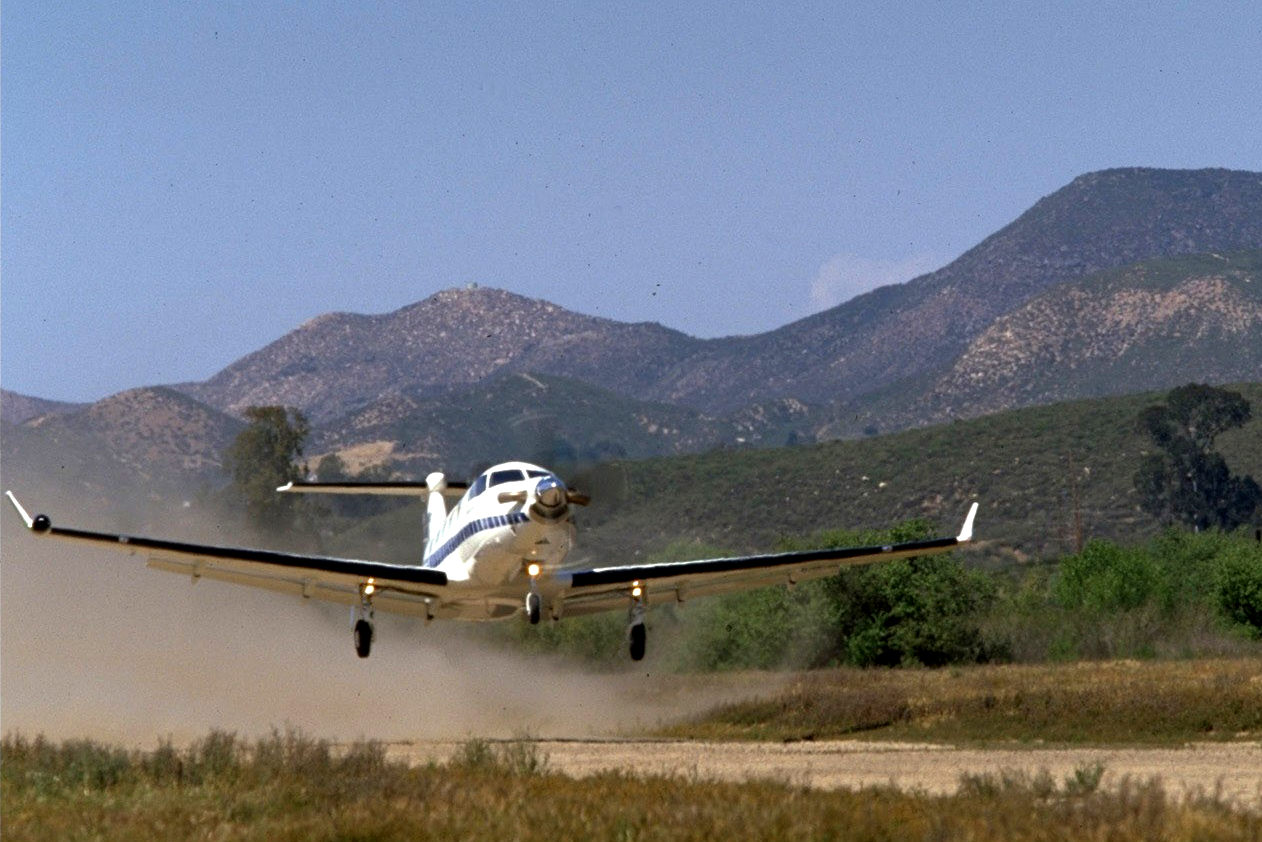
Pilatus U-28A de l'AFSOC au décollage.